# 三宅唱
三宅 唱（みやけ しょう、1984年7月18日 - ）は、日本の映画監督。とくに『きみの鳥はうたえる』（2017）、『ケイコ 目を澄ませて』（2022）などの作品が国外でも高く評価されている。

## 経歴
1984年、北海道札幌市東区に生まれる。北海道札幌北高等学校卒業。2007年、23歳の時に映画美学校第10期フィクション・コース初等科を修了。2009年、25歳の時に一橋大学社会学部を卒業した。
『1999』『4』『マイムレッスン』『スパイの舌』といった短編作品を手がけたのち、初長編『やくたたず』を監督した。
ロカルノ国際映画祭のコンペティション部門に正式出品された『Playback』で第22回日本映画プロフェッショナル大賞新人監督賞を受賞。2013年、大橋トリオのアルバム『MAGIC』に特典DVDとして収録される短編『TREEHOUSE』を監督した。2017年、森岡龍主演の時代劇『密使と番人』を監督した。
2017年に公開した『きみの鳥はうたえる』が翌年の第92回キネマ旬報ベスト・テンで第3位に選ばれるなど成功をおさめたのち、2022年の『ケイコ 目を澄ませて』は国内で多くの映画賞を受賞。同作は国外でもニューヨークの映画協会が新進監督を紹介・推薦するシリーズの1本に選ばれるなど国際的に注目を集めた。
2025年、『旅と日々』が第78回ロカルノ国際映画祭で最高賞にあたる金豹（きんひょう）賞を受賞。
ビデオインスタレーション作品として「ワールドツアー」（山口情報芸術センター）、「July 32,Sapporo Park」（札幌文化芸術交流センター）などがある。

## フィルモグラフィ

### 長編映画
- やくたたず（2010年） - 監督
- Playback（2012年） - 監督・脚本・編集
- THE COCKPIT（2014年） - 監督・編集
- 無言日記/201466（2014年） - 監督
- 密使と番人（2017年） - 監督・脚本
- きみの鳥はうたえる（2018年） - 監督・脚本・編集[17]
- ワイルドツアー（2019年） - 監督・脚本
- ケイコ 目を澄ませて（2022年）- 監督・脚本[18]
- 夜明けのすべて（2024年）- 監督・脚本（和田清人との共同脚本）[19]
- 旅と日々（2025年）- 監督・脚本[20]

### 短編映画
- 1999（1999年） - 監督
- 4（2005年） - 監督
- マイムレッスン（2006年） - 監督
- スパイの舌（2008年） - 監督
- ブラジル旅行（2013年） - 監督
- TREEHOUSE（2013年） - 監督
- Me Ke Aloha〜Letter From Tomomi〜（2013年） - 監督
- 東映 presents HKT48×48人の映画監督たち「エミリーの日記」（2017年） - 監督[21]

### ドラマ
- 呪怨：呪いの家（2020年7月3日、Netflixオリジナルドラマ） - 監督
- 杉咲花の撮休 第5話・最終話（2023年3月10日・17日、WOWOW） - 監督・脚本

### ミュージック・ビデオ
- 河西智美「キエタイクライ」（2013年） - 監督[22]
- OMSB 「ActNBaby feat. jjj」(2015年)　- 監督
- 星野源「折り合い」（2020年） - 監督

## 受賞
2012年
- 第27回高崎映画祭 - 新進監督グランプリ（『Playback』）[23]

2013年
- 第22回日本映画プロフェッショナル大賞 - 新人監督賞（『Playback』）[24]

2023年
- 第77回毎日映画コンクール - 監督賞（『ケイコ 目を澄ませて』）[25]
- 第96回キネマ旬報ベスト・テン - 読者選出日本映画監督賞（『ケイコ 目を澄ませて』）[26]
- 第32回日本映画批評家大賞 - 監督賞（『ケイコ 目を澄ませて』）[27]

2024年
- 第37回東京国際映画祭  - 黒澤明賞[28]

2025年
- 第79回毎日映画コンクール - 監督賞（『夜明けのすべて』）[29]
- 第48回日本アカデミー賞 優秀監督賞（『夜明けのすべて』）[30]
- 第98回キネマ旬報ベスト・テン 日本映画監督賞（『夜明けのすべて』）[31]
- 芸術選奨新人賞（『夜明けのすべて』）[32]
- 第78回ロカルノ国際映画祭 金豹賞（『旅と日々』）[15]